# 王清 (南朝)
王清（？—555年），琅邪临沂人，南朝梁政治人物。王准之曾孙，王进之的儿子。
王清历任散骑常侍，新野、东阳二郡太守、安南将军。封中庐公。梁元帝承圣末年，陈霸先杀王僧辩，派人攻打王僧辩的女婿杜龛。杜龛向王清告难，王清率兵援助杜龛，在吴兴击败陈霸先。当时广州刺史欧阳頠援救王清，中途变卦，率军杀死王清，投靠陈霸先。其子王猛。